# Eikenburger Zwerghuhn
Das Eikenburger Huhn ist eine Zwerghuhnrasse. 
Das Eikenburger Huhn wurde 1970 von F. Verhagen aus Eindhoven erzüchtet und 1977 im niederländischen und später auch im dänischen, französischen und belgischen Standard aufgeführt. Es ist im deutschsprachigen Raum so gut wie nicht bekannt.
Vom Grundtyp sind die Eikenburger fester gebaut als das Sebright, aber es ähnelt ihm in jeglicher Hinsicht. Bei den Farbschlägen unterscheiden sie sich aber deutlich. Sebright gibt es nur in gesäumten Varianten, die Eikenburger nur in größtenteils einfarbigen Farbschlägen. Hennenfiedrigkeit, die blauen Beine, der Rosenkamm und die orange-rotbraunen Augen, sind bei den britischen Verwandten gleich.